# Tricoma rostrata
Tricoma rostrata är en rundmaskart som beskrevs av Timm 1970. Tricoma rostrata ingår i släktet Tricoma och familjen Desmoscolecidae. Inga underarter finns listade i Catalogue of Life.